# Vitenče
Vitenče (nemško Wittenig) je naselje v Mestni občini Šmohor - Preseško jezero v Okraju Šmohor na Koroškem v Avstriji.